# Omphale brevicornis
Omphale brevicornis är en stekelart som beskrevs av Christer Hansson 1996. Omphale brevicornis ingår i släktet Omphale och familjen finglanssteklar. Inga underarter finns listade i Catalogue of Life.